# Meetup
Meetup（ミートアップ）は世界中で2016年9月時点で2,700万人以上が参加している、共通の地域や興味に関するコミュニティを簡単に始め、運営することを可能にするプラットフォームサービス。
インターネットを通じて地域の似たような興味を持っている人への告知を行うことで、同じような興味を持っている人との交流をすることができる。セミナー、イベントなどはもちろんのこと、自分の住む地域で時間と場所とテーマを決め、少人数から20～30人くらいの人数でカフェやコミュニティスペースで集う定期的な小規模ミーティング・交流会まで、あらゆる場面でコミュニティ体験を豊かなものにすることを目指している。利用者はサイト内で郵便番号や活動地域や興味対象を検索することで、政治、書籍、ゲーム、映画、健康、ペット、キャリアや趣味など共通の目的に合ったグループを探し参加することができる。
サイトの共同創設者であるScott Heifermanは、アメリカ同時多発テロ事件の後遺症に団結して取り組むニューヨーク市民の姿から、外部の人々とコミュニティをインターネットでつながりやすくさせる発想が得られたと述べている。本社はニューヨークを拠点としている。
2016年9月の時点で、同社は約180か国、25万以上のグループ、2,700万人以上の登録利用者がいると発表している。
2015年10月1日に日本語での利用が可能になった。
2016年9月29日にロゴ、デザイン、アプリの大幅なリニューアルが行われ、日本の利用者数は2016年9月の時点で17万人としている。